# Lonah Chemtai Salpeter
Lonah Korlima Chemtai Salpeter (hebräisch לונה צ'מטאי-סלפטר); (* 12. Dezember 1988 in Kapkanyar, West Pokot County) ist eine israelische Langstreckenläuferin kenianischer Herkunft.

## Leben
Die gebürtige Kenianerin Lonah Chemtai kam 2008 nach Israel, um in Herzlia als Kindermädchen für einen Diplomaten der kenianischen Botschaft zu arbeiten. Dort lernte sie ihren späteren Trainer Dan Salpeter kennen, den sie 2014 heiratete, und begann, professionell zu trainieren. 2011 siegte sie erstmals bei den israelischen Meisterschaften im 1500-Meter-Lauf. In den nächsten Jahren ließ sie weitere Siege bei den nationalen Titelkämpfen auf Distanzen von 3000 bis 10.000 Metern folgen. 2016 gewann sie den Tel-Aviv-Marathon in 2:40:17 Stunden und erfüllte damit nach zuvor zwei nicht beendeten Marathons in Berlin und Tiberias gleichzeitig die Qualifikationsnorm für die Olympischen Spiele in Rio de Janeiro. Daraufhin erhielt sie die israelische Staatsbürgerschaft. Erstmals repräsentierte sie Israel bei den Europameisterschaften in Amsterdam, wo sie im Halbmarathon in 1:15:22 Stunden Platz 40 belegte. Bei den Olympischen Spielen trat sie im Marathonlauf an, gab das Rennen jedoch vorzeitig auf. Sechs Wochen später lief sie beim Berlin-Marathon in 2:40:16 Stunden auf den elften Rang. Bei den Weltmeisterschaften 2017 in London erreichte sie in 2:40:22 Stunden den 41. Platz.
In der Saison 2018 konnte Salpeter ihre Bestleistungen auf allen Distanzen von 1500 Metern bis zum Marathon erheblich steigern und stieß im Langstreckenbereich in die erweiterte Weltspitze vor. Bei den Europameisterschaften in Berlin feierte sie ihren bis dahin größten Erfolg, als sie im 10.000-Meter-Lauf in 31:43,29 Minuten die Goldmedaille gewann. Es war der erste israelische Sieg bei Leichtathletik-Europameisterschaften. Vier Tage später trat sie dort auch im 5000-Meter-Lauf an. Dabei bejubelte sie, knapp hinter der Niederländerin Sifan Hassan liegend, voreilig die Silbermedaille, da sie eine Runde vor Schluss irrtümlicherweise annahm, bereits das Ziel erreicht zu haben. Nachdem sie ihren Fehler bemerkt hatte, wurde sie noch von Eilish McColgan und Yasemin Can überholt, so dass sie das Rennen schließlich auf dem vierten Platz beendete. Allerdings wurde sie nachträglich wegen eines irregulären Bahnwechsels auf der ersten Runde disqualifiziert. Danach bestritt sie noch erfolgreich einige Straßenläufe. So gewann sie unter anderem im September den Dam tot Damloop über 10 Meilen in 50:45 Minuten und stellte im November beim Florenz-Marathon mit ihrer Siegerzeit von 2:24:17 Stunden einen neuen Streckenrekord auf.
Im März 2019 gewann Salpeter das Halbmarathonrennen Roma – Ostia. Beim Prag-Halbmarathon am 6. April wurde sie in 1:06:09 Stunden Zweite. Anfang Mai entschied sie den Prag-Marathon mit Streckenrekord in 2:19:46 Stunden für sich. Dagegen erreichte sie Ende September beim Marathonlauf im Rahmen der Weltmeisterschaften in Doha das Ziel nicht. Beim Frankfurt-Marathon einen Monat später belegte sie in 2:23:11 Stunden den vierten Platz.
Am 1. März 2020 gewann Salpeter den Tokio-Marathon mit einem neuen Streckenrekord von 2:17:45 Stunden.
Am 18. Juli 2022 lief sie bei den Leichtathletik-Weltmeisterschaften in Eugene im Marathonlauf in 2:20:18 Stunden auf den 3. Platz. Im August trat Salpeter bei den Leichtathletik-Europameisterschaften in München an, wo sie in 30:46,37 Minuten hinter Yasemin Can und Eilish McColgan einen weiteren dritten Platz belegte.
Bei den Olympischen Spielen 2024 in Paris beendete Salpeter den Marathonwettbewerb in der Zeit von 2:26:08 h auf dem neunten Platz, nachdem sie das Feld der Teilnehmerinnen bei Kilometer 20 und 25 angeführt hatte.

## Persönliche Bestleistungen
- 3000 m: 8:42,88 min, 18. August 2018, Birmingham
- 5000 m: 14:59,02 min, 21. Juli 2019, London
- 10.000 m: 31:15,78 min, 6. Juli 2019, London
- 10-km-Straßenlauf: 30:05 min, 1. September 2019, Tilburg
- Halbmarathon: 1:06:09 h, 6. April 2019, Prag
- Marathon: 2:17:45 h, 1. März 2020, Tokio

## Leistungsentwicklung
|      | 1500 m  | 3000 m  | 5000 m   | 10.000 m | 10 km | Halbmarathon | Marathon |
| ---- | ------- | ------- | -------- | -------- | ----- | ------------ | -------- |
| 2011 | 4:36,59 | —       | —        | —        | —     | —            | —        |
| 2012 | 4:34,44 | —       | —        | 35:37,59 | —     | —            | —        |
| 2013 | 4:30,54 | 9:26,47 | 16:23,64 | —        | —     | —            | —        |
| 2014 | —       | —       | —        | 35:12,99 | —     | 1:19:09      | —        |
| 2015 | 4:28,73 | —       | 16:41,30 | 36:05,01 | —     | —            | —        |
| 2016 | —       | —       | —        | 35:01,33 | —     | 1:14:11      | 2:40:16  |
| 2017 | 4:23,94 | 9:26,44 | 16:12,51 | 32:43,89 | —     | 1:12:48      | 2:40:22  |
| 2018 | 4:11,69 | 8:42,88 | 15:17,81 | 31:33,03 | 31:46 | 1:07:55      | 2:24:17  |
| 2019 | 4:20,51 | 8:56,55 | 14:59,02 | 31:15,78 | 30:05 | 1:06:09      | 2:19:46  |